# Zolotyï Potik
Zolotyï Potik (ukrainien : Золотий Потік) est une commune urbaine de l'oblast de Ternopil, en Ukraine. Elle compte 2 363 habitants en 2021.